# Renneville (Alto Garona)
 Renneville  es una población y comuna francesa, en la región de Mediodía-Pirineos, departamento de Alto Garona, en el distrito de Toulouse y cantón de Villefranche-de-Lauragais.
No está integrada en ninguna communauté de communes.

## Demografía
| 204 | 215 | 222 | 262 | 334 | 334 |
| Para los censos de 1962 a 1999 la población legal corresponde a la población sin duplicidades (Fuente: INSEE [Consultar]) |     |     |     |     |     |